# Dino Ciriaci
Dino Ciriaci (Lanciano, 1914 – Battaglia di Cheren, 10 febbraio 1941) è stato un militare italiano, insignito della medaglia d'oro al valor militare alla memoria nel corso della seconda guerra mondiale.

## Biografia
Nacque a Lanciano, in provincia di Chieti, nel 1914, figlio di Luigi, di professione magistrato, e di Albina Casini. Iscritto alla facoltà di giurisprudenza dell'università di Roma, interruppe gli studi nel luglio 1934 per arruolarsi volontario nel Regio Esercito. Ammesso a frequentare la Scuola allievi ufficiali di Moncalieri, nel dicembre successivo ottenne la nomina a sottotenente di complemento in forza al 2º Reggimento "Granatieri di Sardegna". Trattenuto in servizio a domanda, nel novembre 1936, a guerra d'Etiopia finita, fu trasferito al Regio corpo truppe coloniali d'Eritrea. Prestò servizio dapprima nel Reggimento "Granatieri di Savoia" e nel gennaio 1938 fu assegnato al XII Battaglione coloniale, con cui partecipò alle grandi operazioni di polizia coloniale, venendo decorato con due Croci di guerra al valor militare. Dopo la fine delle operazioni militari trovò lavoro presso la Direzione Superiore di Finanza del governo di Addis Abeba per passare nel giugno 1939 al battaglione coloniale tipo. Promosso tenente nel novembre dello stesso anno, nell’ottobre del 1940, in piena seconda guerra mondiale, venne trasferito al XCVII Battaglione coloniale con l'incarico di aiutante maggiore. In novembre venne nominato sottotenente in servizio permanente effettivo, in seguito a concorso. Cadde in combattimento durante la battaglia di Cheren il 10 febbraio 1941 quando il suo battaglione, che era stato schierato a difesa del monte Sochil, fu investito in pieno dall'attacco inglese. Per il coraggio dimostrato in questo frangente venne insignito della medaglia d'oro al valor militare alla memoria.

### Fonti
1. 1 2 3 4 5 6 7  Combattenti Liberazione.
2. 1 2 3  Gruppo Medaglie d'Oro al Valor Militare 1965, p. 565.
3. 1 2  Segreti della Storia.
4. ↑   Medaglia d'oro al valor militare Ciriaci, Dino, su quirinale.it, Quirinale. URL consultato l'11 luglio 2021.
5. ↑  Registrato alla Corte dei conti lì 12 gennaio 1949,  Esercito registro n. 1, foglio 330.